# 维奥莱塔·科洛博娃
维奥莱塔·维塔利耶夫娜·科洛博娃（俄語：Виолетта Витальевна Колобова，1991年7月27日—），俄罗斯女子击剑运动员，2014年世界锦标赛女子重剑团体金牌得主、2016年夏季奥运会女子重剑团体铜牌得主、2019年世界锦标赛女子重剑团体银牌得主。